# Nigritelle de Cornelia
Gymnadenia corneliana
Espèce
Synonymes
- Nigritella nigra subsp. corneliana
Beauverd 1925
- Nigritella lithopolitanica subsp. corneliana (Beauverd) Teppner & Klein 1985
- Nigritella corneliana
(Beauverd) Gölz & Reinhard 1986
- Gymnadenia nigra subsp. corneliana (Beauverd) J.M. Tison 2010

Statut de conservation UICN

 LC  : Préoccupation mineure
Statut CITES
La Nigritelle de Cornelia ou Nigritelle rose ou Gymnadénie de Cornelia (Gymnadenia corneliana) est une espèce de plantes à fleurs de la famille des Orchidaceae. C'est une orchidée terrestre des Alpes du Sud, appartenant au genre Gymnadenia R. Brown 1813 (précédemment rattachée au genre Nigritella Richard 1817).

## Étymologie
Espèce dédiée à la botaniste suisse Cornelia Rudo qui a récolté le type (en 1925, dans les Hautes-Alpes, au-dessus du col du Lautaret).

## Description

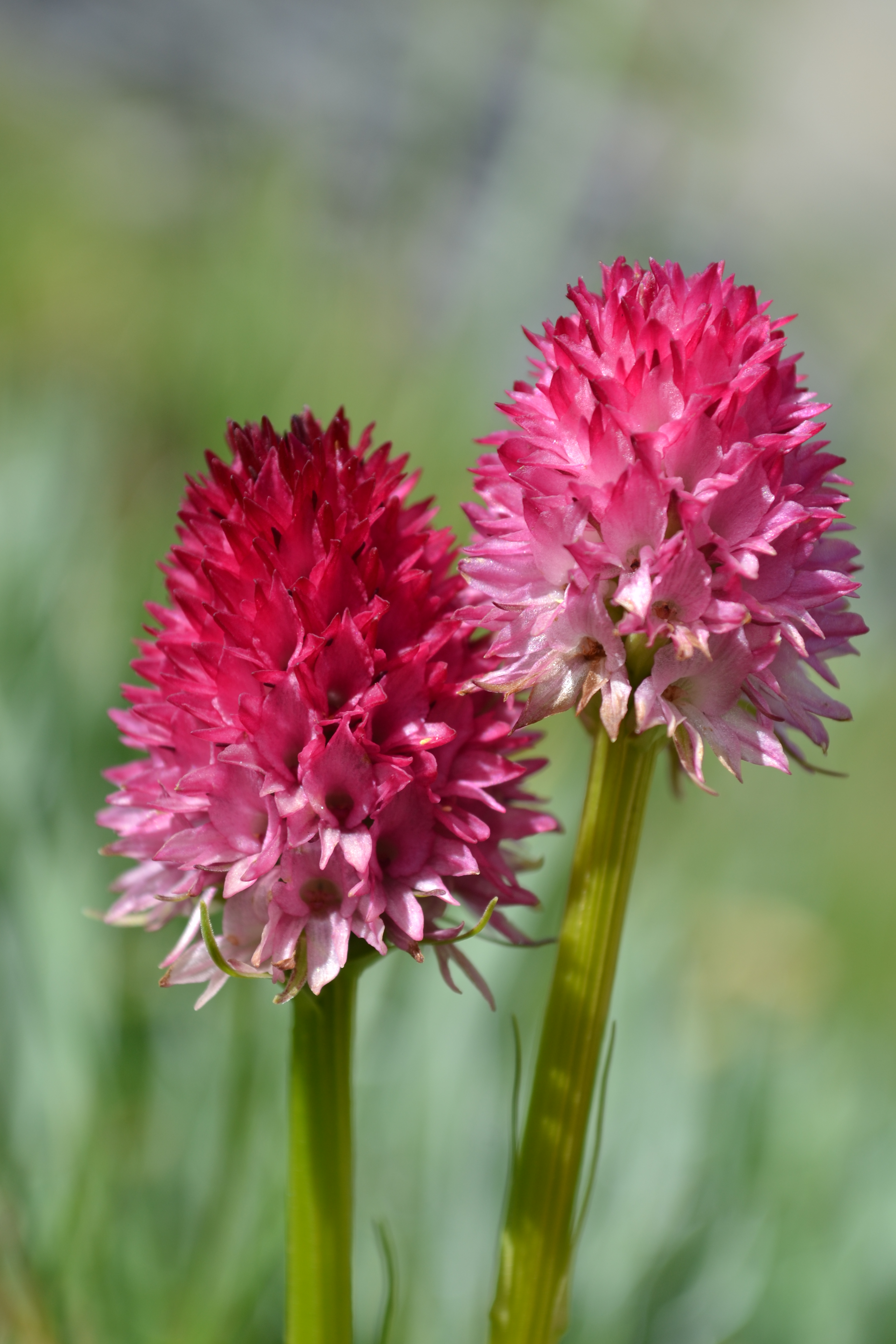
Détail (mêmes lieu et date que la vue d'ensemble)

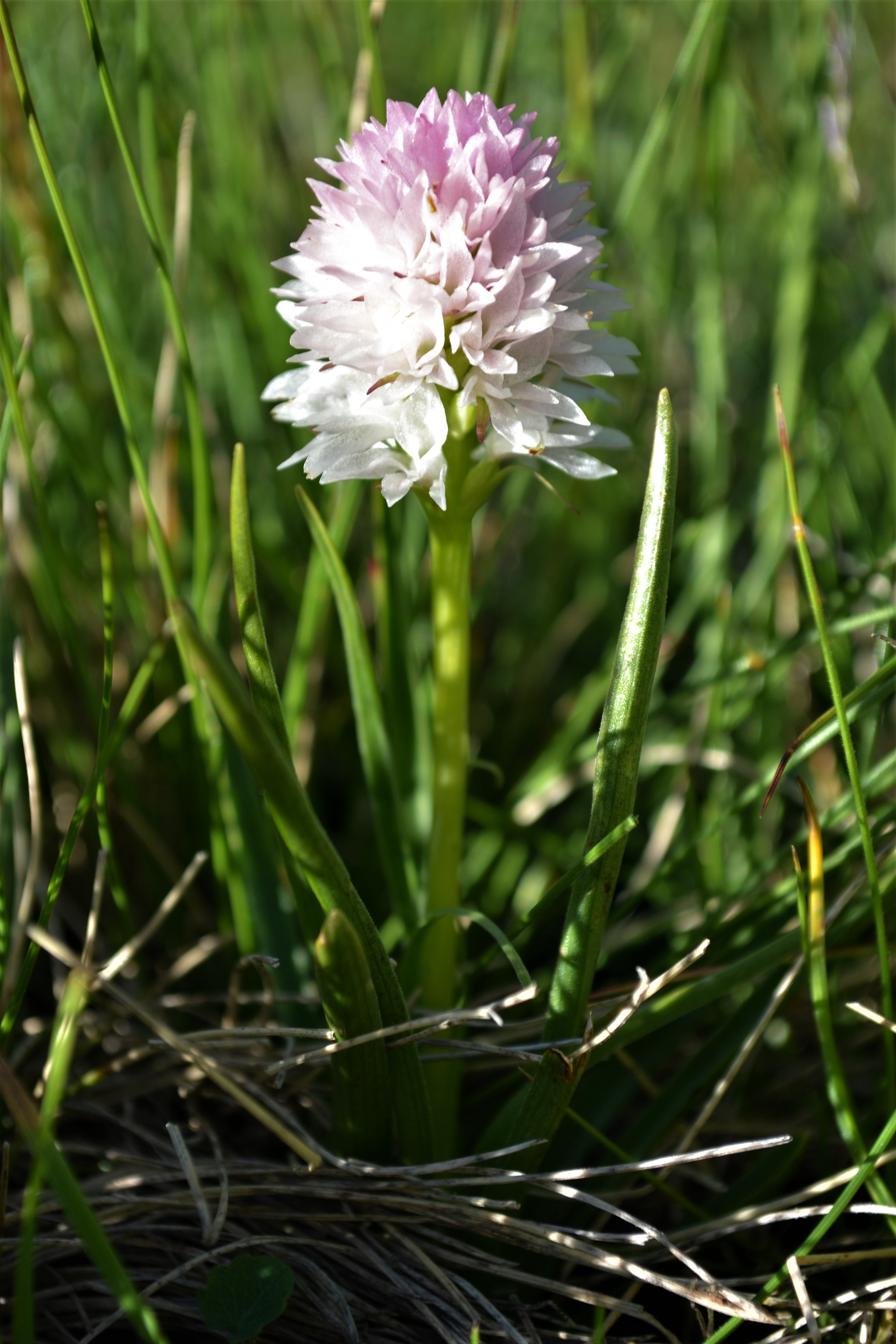
Exemplaire décoloré, Hautes-Alpes, col du Granon, 9 juillet 2020

Plante : petite à robuste, de 10 à 30 cm environ.
Feuilles : nombreuses, à la base de la plante principalement.
Fleurs : petites et nombreuses, le plus souvent rosâtres à rougeâtres vers le sommet de l'inflorescence, se décolorant jusqu'au blanchâtre vers la fin de l'anthèse (sauf la var. bourneriasii (E. & R. Breiner) Pellicier rouge foncé et le restant).
Bractées : plus longues que les fleurs à la base de l'inflorescence, aux bords denticulés.

## Floraison
De fin juin à fin juillet.

## Habitat
Plante de moyenne montagne et de pleine lumière, entre 1 500 m et 2 500 m environ, sur pelouses d'alpages calcaires généralement.

## Répartition
Alpes du Sud françaises (jusqu'en Savoie et Haute-Savoie) et italiennes.

## Protection
En France, espèce protégée régionalement.
En outre, l'espèce est mentionné sur la liste rouge de l'UICN.
Statut de conservation UICN : Préoccupation mineure (LC).